# Damon Albarn
Damon Albarn (Londen, 23 maart 1968) is een Brits zanger en musicus. Hij is vooral bekend als frontman van de britpopband Blur en als zanger van de virtuele band Gorillaz.
In zijn jeugd leerde Albarn de gitaar, piano en viool te bespelen. Hij raakte al jong bevriend met Graham Coxon, met wie hij later in Blur zou spelen. Maar eerst speelde Albarn nog in het bandje Two's a crowd en won verschillende scholierenprijzen. Op de universiteit kwam hij Coxon weer tegen, en samen met Alex James en Dave Rowntree richtten ze de band The Circus op, het latere Blur.
Albarns eerste bekende solowerk is het nummer Closet romantic op de soundtrack van de film Trainspotting. Hij maakte zijn filmdebuut in Face (Antonia Bird).
Sinds 1998 maakt Albarn ook deel uit van de 'virtuele' band Gorillaz. Het project waarvoor hij zich daarna (sinds 2006) engageerde heet The Good, the Bad & the Queen.
In 2008 reisde Albarn samen met Jamie Hewlett (striptekenaar die ook de Gorillaz-animaties verzorgde) naar China om daar Chen Shi-Zeng te ontmoeten. Samen met deze regisseur maakten ze de opera Monkey: Journey to the West, waarvoor Albarn de muziek schreef en waarbij Hewlett het design- en artwork op zich nam.
- Biblioteca Nacional de España: XX1502205
- Bibliothèque nationale de France: cb14025704n (data)
- Gemeinsame Normdatei: 135275245
- International Standard Name Identifier: 0000 0001 0875 4251
- Library of Congress Control Number: n97085620
- MusicBrainz: 7d7a5fdd-0d04-4c36-8bee-906feeae239c
- Nationale Bibliotheek van Tsjechië: xx0042289
- Nationale Bibliotheek van Israël: 987011827765305171
- Nationale Bibliotheek van Polen: a0000002821158
- Système universitaire de documentation: 168995603
- Virtual International Authority File: 17421456
- WorldCat: E39PBJbxJm3XrhxpM46T3pxhpP